# Rattus elaphinus
Rattus elaphinus es una especie de roedor de la familia Muridae.

## Distribución geográfica
Es endémica de las islas Sula, Indonesia.